# Cavala (álbum)
Cavala é o álbum de estreia da cantora, compositora e clarinetista Maria Beraldo. O lançamento foi feito pelo Selo RISCO.
Com sonoridade experimental voltada ao alternativo e ao indie, a principal temática do disco está no empoderamento lésbico.
O álbum foi eleito o 12º melhor disco brasileiro de 2018 pela revista Rolling Stone Brasil e um dos 25 melhores álbuns brasileiros do primeiro semestre de 2018 pela Associação Paulista de Críticos de Arte.
Foi lançado em vinil em 2019.

## Lista de faixas
| N.º | Título                 | Duração |  |
| 1.  | "Tenso"                | 2:48    |  |
| 2.  | "Da Menor Importância" | 3:03    |  |
| 3.  | "Amor Verdade"         | 2:22    |  |
| 4.  | "Maria"                | 2:15    |  |
| 5.  | "Rainha"               | 1:44    |  |
| 6.  | "Eu Te Amo"            | 4:24    |  |
| 7.  | "Cavala"               | 1:54    |  |
| 8.  | "Helena"               | 1:55    |  |
| 9.  | "Sussussussu"          | 1:30    |  |
| 10. | "Gatas Sapatas"        | 2:19    |  |